# Listă de filme cu pirați
Aceasta este o Listă de filme cu pirați după an. Un film cu pirați este în general un film de aventură în care apar pirați.
| Titlu                                                  | Regizor                                         | Actori notabili                                            | Rezumat | Premiera | Note                                                                                                 |
| ------------------------------------------------------ | ----------------------------------------------- | ---------------------------------------------------------- | ------- | -------- | --- |
| The Pirate's Gold                                      | D.W. Griffith                                   | George Gebhardt, Linda Arvidson, Charles Inslee            |         | 1908     | |
| Treasure Island                                        | J. Searle Dawley                                | Addison Rothermel, Ben F. Wilson, Charles Ogle             |         | 1912     | |
| Pirate Gold                                            | Wilfred Lucas                                   | Blanche Sweet, Charles Hill Mailes, J. Jiquel Lanoe        |         | 1913     | |
| Pirate Haunts                                          | Edward A. Salisbury                             | Rex Beach                                                  |         | 1915     | |
| Colonel Heeza Liar and the Pirates                     | John Randolph Bray                              |                                                            |         | 1916     | Film scurt de animație comedie                                                                       |
| Daphne and the Pirate                                  | Christy Cabanne                                 | Lillian Gish, Elliott Dexter, Walter Long                  |         | 1916     | |
| The Sea Panther                                        | Thomas N. Heffron                               | William Desmond, Mary Warren, Jack Richardson              |         | 1918     | |
| Treasure Island                                        | Chester M. Franklin, Sidney Franklin            | Francis Carpenter, Virginia Lee Corbin, Violet Radcliffe   |         | 1918     | |
| Pirate Gold                                            | George B. Seitz                                 | Marguerite Courtot, George B. Seitz, Frank Redman          |         | 1920     | |
| Treasure Island                                        | Maurice Tourneur                                | Shirley Mason, Josie Melville, Al W. Filson                |         | 1920     | |
| Cold Steel                                             | Sherwood MacDonald                              | J.P. McGowan, Kathleen Clifford, Stanhope Wheatcroft       |         | 1921     | |
| Captain Kidd                                           | Burton L. King, J.P. McGowan                    | Eddie Polo, Kathleen Myers, Leslie Casey                   |         | 1922     | |
| The Buccaneers                                         | Mark Goldaine, Robert F. McGowan                | Joe Cobb, Jackie Condon, Mickey Daniels                    |         | 1924     | |
| Captain Blood                                          | David Smith                                     | J. Warren Kerrigan, Jean Paige, Charlotte Merriam          |         | 1924     | |
| Peter Pan                                              | Herbert Brenon                                  | Betty Bronson, Ernest Torrence, George Ali                 |         | 1924     | |
| Clothes Make the Pirate                                | Maurice Tourneur                                | Leon Errol, Dorothy Gish, Nita Naldi                       |         | 1925     | |
| The Black Pirate                                       | Albert Parker                                   | Douglas Fairbanks, Billie Dove, Anders Randolf             |         | 1926     | Altă denumire The Black Buccaneer                                                                    |
| Breed of the Sea                                       | Ralph Ince                                      | Ralph Ince, Margaret Livingston, Pat Harmon                |         | 1926     | |
| Old Ironsides                                          | James Cruze                                     | Charles Farrell, Esther Ralston, Wallace Beery             |         | 1926     | Altă denumire Sons of the Sea                                                                        |
| The Road to Romance                                    | John S. Robertson                               | Ramon Novarro, Marceline Day, Marc McDermott               |         | 1927     | |
| The First Kiss                                         | Rowland V. Lee                                  | Fay Wray, Gary Cooper, Lane Chandler                       |         | 1928     | |
| The Pirate of Panama                                   | Ray Taylor                                      | Jay Wilsey, Natalie Kingston, Al Ferguson                  |         | 1929     | |
| Hell Harbor                                            | Henry King                                      | Lupe Velez, Jean Hersholt, John Holland                    |         | 1930     | |
| Pirate Treasure                                        | Ray Taylor                                      | Richard Talmadge, Lucille Lund, Walter Miller              |         | 1934     | |
| Treasure Island                                        | Victor Fleming                                  | Wallace Beery, Jackie Cooper, Lionel Barrymore             |         | 1934     | |
| Căpitanul Blood                                        | Michael Curtiz                                  | Errol Flynn, Olivia de Havilland, Lionel Atwill            |         | 1935     | |
| China Seas                                             | Tay Garnett                                     | Clark Gable, Jean Harlow, Wallace Beery                    |         | 1935     | |
| Pirate Party on Catalina Isle                          |                                                 | Charles 'Buddy' Rogers, Sterling Young, The Fanchonettes   |         | 1935     | This was a pirate-themed variety show held of Catalina Isle which starred a number Hollywood comics. |
| Captain Calamity                                       | John Reinhardt                                  | Marian Nixon, George Houston, Vince Barnett                |         | 1936     | |
| Doctor Syn                                             | Roy William Neill                               | George Arliss, Margaret Lockwood, John Loder               |         | 1937     | |
| The Buccaneer                                          | Cecil B. DeMille                                | Fredric March, Franciska Gaal, Akim Tamiroff               |         | 1938     | |
| Spawn of the North                                     | Henry Hathaway                                  | George Raft, Henry Fonda, Dorothy Lamour                   |         | 1938     | |
| Corsarul                                               | Michael Curtiz                                  | Errol Flynn, Brenda Marshall, Claude Rains                 |         | 1940     | |
| The Black Swan                                         | Henry King                                      | Tyrone Power, Maureen O'Hara, Laird Cregar                 |         | 1942     | |
| Seceră vântul sălbatic                                 | Cecil B. DeMille                                | Ray Milland, John Wayne, Paulette Goddard                  |         | 1942     | |
| El Corsario Negro                                      | Chano Urueta                                    | Pedro Armendáriz, María Luisa Zea, June Marlowe            |         | 1944     | |
| Frenchman's Creek                                      | Mitchell Leisen                                 | Joan Fontaine, Arturo de Córdova, Basil Rathbone           |         | 1944     | |
| Princess and the Pirate                                | David Butler                                    | Bob Hope, Virginia Mayo, Walter Brennan                    |         | 1944     | |
| Captain Kidd                                           | Rowland V. Lee                                  | Charles Laughton, Randolph Scott, Barbara Britton          |         | 1945     | |
| The Spanish Main                                       | Frank Borzage                                   | Paul Henreid, Maureen O'Hara, Walter Slezak                |         | 1945     | |
| The Sea Hound                                          | W.B. Eason, Mack V. Wright                      | Buster Crabbe, Jimmy Lloyd, Pamela Blake                   |         | 1947     | |
| Sinbad the Sailor                                      | Richard Wallace                                 | Douglas Fairbanks, Jr., Maureen O'Hara, Walter Slezak      |         | 1947     | |
| Buccaneer Bunny                                        | Friz Freleng                                    | Mel Blanc (voce)                                           |         | 1948     | Film scurt de animație comedie                                                                       |
| The Pirate                                             | Vincente Minnelli                               | Judy Garland, Gene Kelly, Walter Slezak                    |         | 1948     | |
| Rosvo-Roope (Raunchy Ropey)                            | Hannu Leminen                                   | Tauno Palo, Helena Kara, Ghedi Lönnberg                    |         | 1949     | |
| Buccaneer's Girl                                       | Frederick De Cordova                            | Yvonne De Carlo, Philip Friend, Robert Douglas             |         | 1950     | |
| Double Crossbones                                      | Charles Barton                                  | Donald O'Connor, Helena Carter, Will Geer                  |         | 1950     | |
| Fortunes of Captain Blood                              | Gordon Douglas                                  | Louis Hayward, Patricia Medina, George Macready            |         | 1950     | |
| Last of the Buccaneers                                 | Lew Landers                                     | Paul Henreid, Jack Oakie, Karin Booth                      |         | 1950     | |
| Pirates of the High Seas                               | Spencer Gordon Bennet, Thomas Carr              | Buster Crabbe, Lois Hall, Tommy Farrell                    |         | 1950     | |
| Two Lost Worlds                                        | Norman Dawn                                     | James Arness, Kasey Rogers, Bill Kennedy                   |         | 1950     | |
| Treasure Island                                        | Byron Haskin                                    | Bobby Driscoll, Robert Newton, Basil Sydney                |         | 1950     | |
| Captain Horatio Hornblower R.N.                        | Raoul Walsh                                     | Gregory Peck, Virginia Mayo, Robert Beatty                 |         | 1951     | |
| Anne of the Indies                                     | Jacques Tourneur                                | Jean Peters, Louis Jourdan, Debra Paget                    |         | 1951     | |
| Hurricane Island                                       | Lew Landers                                     | Jon Hall, Marie Windsor, Romo Vincent                      |         | 1951     | |
| Abbott and Costello Meet Captain Kidd                  | Charles Lamont                                  | Bud Abbott, Lou Costello, Charles Laughton                 |         | 1952     | |
| Against All Flags                                      | George Sherman                                  | Errol Flynn, Maureen O'Hara, Anthony Quinn                 |         | 1952     | |
| Blackbeard the Pirate                                  | Raoul Walsh                                     | Robert Newton, Linda Darnell, William Bendix               |         | 1952     | |
| Captain Pirate                                         | Ralph Murphy                                    | Louis Hayward, Patricia Medina, John Sutton                |         | 1952     | Altă denumire Captain Blood, Fugitive. Continuare a Fortunes of Captain Blood (1950)                 |
| The Crimson Pirate                                     | Robert Siodmak                                  | Burt Lancaster, Nick Cravat, Eva Bartok                    |         | 1952     | |
| The Golden Hawk                                        | Sidney Salkow                                   | Sterling Hayden, Rhonda Fleming, Helena Carter             |         | 1952     | |
| Caribbean Gold                                         | Edward Ludwig                                   | John Payne, Arlene Dahl, Cedric Hardwicke                  |         | 1952     | |
| Yankee Buccaneer                                       | Frederick De Cordova                            | Jeff Chandler, Scott Brady, Suzan Ball                     |         | 1952     | |
| Peter Pan                                              | Clyde Geronimi, Wilfred Jackson, Hamilton Luske | Bobby Driscoll, Kathryn Beaumont, Hans Conried             |         | 1952     | |
| Fair Wind to Java                                      | Joseph Kane                                     | Fred MacMurray, Vera Ralston, Robert Douglas               |         | 1953     | |
| The Great Adventures of Captain Kidd                   | Derwin Abrahams, Charles S. Gould               | Richard Crane, David Bruce, John Crawford                  |         | 1953     | |
| Prince of Pirates                                      | Sidney Salkow                                   | John Derek, Barbara Rush, Carla Balenda                    |         | 1953     | |
| Raiders of the Seven Seas                              | Sidney Salkow                                   | John Payne, Donna Reed, Gerald Mohr                        |         | 1953     | |
| The Black Pirates                                      | Allen H. Miner                                  | Anthony Dexter, Martha Roth și Lon Chaney, Jr.             |         | 1954     | |
| Captain Hareblower                                     | Friz Freleng                                    | Mel Blanc (voce)                                           |         | 1954     | Film scurt de animație comedie                                                                       |
| Captain Kidd and the Slave Girl                        | Lew Landers                                     | Anthony Dexter, Eva Gabor, Alan Hale, Jr.                  |         | 1954     | |
| Long John Silver                                       | Byron Haskin                                    | Robert Newton, Connie Gilchrist, Lloyd Berrell             |         | 1954     | Altă denumire Long John Silver's Return to Treasure Island                                           |
| Return to Treasure Island                              | Ewald André Dupont                              | Tab Hunter, Dawn Addams, Porter Hall                       |         | 1954     | |
| Moonfleet                                              | Fritz Lang                                      | Stewart Granger, George Sanders, Joan Greenwood            |         | 1955     | |
| Pirates of Tripoli                                     | Felix E. Feist                                  | Paul Henreid, Patricia Medina, Paul Newlan                 |         | 1955     | |
| The Buccaneers                                         | C.M. Pennington-Richards                        | Robert Shaw, Paul Hansard, Brian Rawlinson                 |         | 1956     | Television series                                                                                    |
| Davy Crockett and the River Pirates                    | Norman Foster                                   | Fess Parker, Buddy Ebsen, Jeff York                        |         | 1956     | |
| La Bigorne                                             | Robert Darène                                   | François Périer, Rossana Podestà, Robert Hirsch            |         | 1958     | |
| The Buccaneer                                          | Anthony Quinn                                   | Yul Brynner, Claire Bloom, Charles Boyer                   |         | 1958     | |
| Invenție diabolică                                     | Karel Zeman                                     | Lubor Tokos, Arnost Navrátil, Miroslav Holub               |         | 1958     | |
| Swiss Family Robinson                                  | Ken Annakin                                     | John Mills, Dorothy McGuire, James MacArthur               |         | 1960     | |
| The Boy and the Pirates                                | Bert I. Gordon                                  | Charles Herbert, Susan Gordon, Murvyn Vye                  |         | 1960     | |
| Captain Blood                                          | André Hunebelle                                 | Jean Marais, Bourvil, Elsa Martinelli                      |         | 1960     | |
| Queen of the Pirates                                   | Mario Costa                                     | Gianna Maria Canale, Massimo Serato, Scilla Gabel          |         | 1960     | |
| The Adventure of Mary Read                             | Umberto Lenzi                                   | Lisa Gastoni, Jerome Courtland, Walter Barnes              |         | 1961     | Altă denumire Queen of the Seas                                                                      |
| Rage of the Buccaneers                                 | Mario Costa                                     | Ricardo Montalban, Vincent Price, Giulia Rubini            |         | 1961     | |
| Morgan, the Pirate                                     | André De Toth, Primo Zeglio                     | Steve Reeves, Valérie Lagrange, Ivo Garrani                |         | 1961     | |
| Pirates of Tortuga                                     | Robert D. Webb                                  | Ken Scott, Letícia Román, Dave King                        |         | 1961     | |
| Jules Verne's Mysterious Island                        | Cy Endfield                                     | Michael Craig, Joan Greenwood, Michael Callan              |         | 1961     | |
| Hero's Island                                          | Leslie Stevens                                  | James Mason, Neville Brand, Kate Manx                      |         | 1962     | |
| The Pirates of Blood River                             | John Gilling                                    | Kerwin Mathews, Glenn Corbett, Christopher Lee             |         | 1962     | |
| Seven Seas to Calais                                   | Rudolph Maté, Primo Zeglio                      | Rod Taylor, Keith Michell, Edy Vessel                      |         | 1962     | |
| Fiul căpitanului Blood                                 | Tulio Demicheli                                 | Sean Flynn, Alessandra Panaro, John Kitzmiller             |         | 1962     | |
| The Lion of St. Mark                                   | Luigi Capuano                                   | Gordon Scott, Gianna Maria Canale, Alberto Farnese         |         | 1963     | |
| Captain Clegg                                          | Peter Graham Scott                              | Peter Cushing, Yvonne Romain, Patrick Allen                |         | 1964     | Altă denumire Night Creatures                                                                        |
| The Devil-Ship Pirates                                 | Don Sharp                                       | Christopher Lee, Andrew Keir, John Cairney                 |         | 1964     | |
| Treasure Island                                        | Hsin-yan Chang, Qi Fu                           | Tseng Chang, Sisi Chen, Qi Fu                              |         | 1964     | |
| Cold Steel for Tortuga                                 | Luigi Capuano                                   | Guy Madison, Ingeborg Schöner, Rik Battaglia               |         | 1965     | |
| A High Wind in Jamaica                                 | Alexander Mackendrick                           | Anthony Quinn, James Coburn, Dennis Price                  |         | 1965     | |
| The King's Pirate                                      | Don Weis                                        | Doug McClure, Jill St. John, Guy Stockwell                 |         | 1967     | |
| Blackbeard's Ghost                                     | Robert Stevenson                                | Peter Ustinov, Dean Jones, Suzanne Pleshette               |         | 1967     | |
| Pippi Longstocking on the Seven Seas                   | Olle Hellbom                                    | Inger Nilsson, Maria Persson, Pär Sundberg                 |         | 1970     | |
| The Light at the Edge of the World                     | Kevin Billington                                | Kirk Douglas, Yul Brynner, Samantha Eggar                  |         | 1971     | |
| Treasure Island                                        | John Hough                                      | Orson Welles, Kim Burfield, Lionel Stander                 |         | 1972     | |
| The Black Corsair                                      | Sergio Sollima                                  | Kabir Bedi, Carole André, Mel Ferrer                       |         | 1976     | |
| Swashbuckler                                           | James Goldstone                                 | Robert Shaw, James Earl Jones, Peter Boyle                 |         | 1976     | Altă denumire Scarlet Buccaneer                                                                      |
| Oro rojo                                               | Alberto Vázquez Figueroa                        | José Sacristán, Isela Vega, Hugo Stiglitz                  |         | 1978     | |
| The Island                                             | Michael Ritchie                                 | Michael Caine, David Warner, Angela Punch McGregor         |         | 1980     | |
| Los Diablos del mar                                    | Juan Piquer Simón                               | Ian Sera, Patty Shepard, Frank Braña                       |         | 1981     | |
| The Pirate Movie                                       | Ken Annakin                                     | Kristy McNichol, Christopher Atkins, Ted Hamilton          |         | 1982     | |
| Nate and Hayes                                         | Ferdinand Fairfax                               | Tommy Lee Jones, Michael O'Keefe, Max Phipps               |         | 1983     | |
| Yellowbeard                                            | Mel Damski                                      | Graham Chapman, Peter Boyle                                |         | 1983     | |
| The Pirates of Penzance                                | Wilford Leach                                   | Kevin Kline, Angela Lansbury, Linda Ronstadt               |         | 1983     | |
| Pirații ghețurilor                                     | Stewart Raffill                                 | Robert Urich, Mary Crosby, Michael D. Roberts              |         | 1984     | |
| The Master of Ballantrae (film)                        | Douglas Hickox                                  | John Gielgud, Ian Richardson, Finola Hughes                |         | 1984     | Film de televiziune                                                                                  |
| The Pirate                                             | Jacques Doillon                                 | Jane Birkin, Maruschka Detmers, Philippe Léotard           |         | 1984     | |
| The Goonies                                            | Richard Donner                                  | Sean Astin, Josh Brolin and Jeff Cohen, Corey Feldman      |         | 1985     | |
| The Pirates of Penzance                                | Norman Campbell                                 | Brent Carver, Jeff Hyslop, Caralyn Tomlin                  |         | 1985     | |
| Treasure Island                                        | Raoul Ruiz                                      | Melvil Poupaud, Martin Landau, Vic Tayback                 |         | 1985     | |
| Return to Treasure Island                              | Alan Clayton                                    | Brian Blessed, Christopher Guard, Reiner Schöne            |         | 1986     | Miniserie de televiziune                                                                             |
| Pirates                                                | Roman Polanski                                  | Walter Matthau, Cris Campion, Damien Thomas                |         | 1986     | |
| Jim & Piraterna Blom                                   | Hans Alfredson                                  | Johan Åkerblom, Ewa Fröling, Jan Malmsjö                   |         | 1987     | |
| The Princess Bride                                     | Rob Reiner                                      | Cary Elwes, Mandy Patinkin, Robin Wright, Andre the Giant  |         | 1987     | |
| Peter Pan and the Pirates                              |                                                 | Tim Curry, Kath Soucie, Chris M. Allport (voces)           |         | 1990     | Animated television series                                                                           |
| Shipwrecked                                            | Nils Gaup                                       | Stian Smestad, Gabriel Byrne, Louisa Milwood-Haigh         |         | 1990     | |
| Treasure Island                                        | Fraser Clarke Heston                            | Charlton Heston, Christian Bale, Oliver Reed               |         | 1990     | Film de televiziune                                                                                  |
| Hook                                                   | Steven Spielberg                                | Dustin Hoffman, Robin Williams, Julia Roberts              |         | 1991     | |
| Pirate's Island                                        | Viktors Ritelis                                 | Beth Buchanan, Brian Rooney, Sancho Gracia                 |         | 1991     | Film de televiziune                                                                                  |
| Pirate Prince                                          | Alan Horrox                                     | Sean Blowers, Danny Cerqueira, Mona Hammond                |         | 1991     | Film de televiziune                                                                                  |
| Pirates of Darkwater                                   |                                                 | Jodi Benson, Hector Elizondo, George Newbern (voces)       |         | 1991     | Animated television series                                                                           |
| Matusalem                                              | Roger Cantin                                    | Marc Labrèche, Jessica Barker, Maxime Collin               |         | 1993     | |
| Pirates                                                | Peter Tabern                                    | Mem Ferda, Benjamin Rennis, June Brown                     |         | 1994     | Children's television series                                                                         |
| Treasure Island: The Adventure Begins                  | Scott Garen                                     | Anthony Zerbe, Corey Carrier, Jason Beghe                  |         | 1994     | Film de televiziune                                                                                  |
| Cutthroat Island                                       | Renny Harlin                                    | Geena Davis, Matthew Modine, Frank Langella                |         | 1995     | |
| Magic Island                                           | Sam Irvin                                       | Zachery Ty Bryan, Andrew Divoff, Edward Kerr               |         | 1995     | |
| Muppet Treasure Island                                 | Brian Henson                                    | Tim Curry, Kevin Bishop, Billy Connolly                    |         | 1996     | |
| Return to Treasure Island                              | Steve La Hood                                   | Jed Brophy, Will Clannachan, Richard Condon                |         | 1996     | |
| Pirate Tales                                           | Kevin McCarey                                   | Chuck Shamata, Roger Daltrey, Richard Schumann             |         | 1997     | Miniserie de televiziune                                                                             |
| Matusalem II                                           | Roger Cantin                                    | Manuel Aranguiz, Jean Pierre Bergeron, Pierre-Luc Brillant |         | 1998     | |
| Treasure Planet                                        | Ron Clements, John Musker                       | Joseph Gordon-Levitt, Emma Thompson, Martin Short (voces)  |         | 2002     | |
| Peter Pan                                              | P.J. Hogan                                      | Jeremy Sumpter, Jason Isaacs, Olivia Williams              |         | 2003     | |
| Pirates of the Caribbean: The Curse of the Black Pearl | Gore Verbinski                                  | Johnny Depp, Geoffrey Rush, Orlando Bloom                  |         | 2003     | |
| Captain Sabertooth                                     | Stig Bergqvist, Rasmus A. Sivertsen             | Terje Formoe, Ole Alfsen, Nina Lund Feste (voces)          |         | 2003     | |
| Pirates                                                |                                                 |                                                            |         | 2005     | |
| Pirates of the Caribbean: Dead Man's Chest             | Gore Verbinski                                  | Johnny Depp, Orlando Bloom, Keira Knightley                |         | 2006     | |
| Pirates of the Great Salt Lake                         | E.R. Nelson                                     | Kirby Heyborne, Trenton James, Larry Bagby                 |         | 2006     | |
| Pirates of the Caribbean: At World's End               | Gore Verbinski                                  | Johnny Depp, Orlando Bloom, Keira Knightley                |         | 2007     | |
| Pirates II: Stagnetti's Revenge                        |                                                 |                                                            |         | 2008     | |
| Pirates of the Caribbean: On Stranger Tides            | Rob Marshall                                    | Johnny Depp, Penélope Cruz, Ian McShane                    |         | 2011     | |
| Pirate Latitudes                                       | TBA                                             | TBA                                                        |         | TBA      | |

Format:Pirați